# Chvalka
Chvalka je název potoka v Praze, který pramení v Horních Počernicích a v rybníce Martiňák (Čeněk) se spojuje se Svépravickým potokem.

## Průběh toku
Potok pramení ve skalách pod ulicí Slatiňanská. Napájí zde Chvalský rybník a další rybníček a pokračuje směrem západním. V momentě, kdy se pod Chvaly otočí zcela na jih, ho napájí jeden bezejmenný přítok tekoucí zprava ze severu. Chvalka dále pokračuje na jih, a pod Pražským okruhem se stáči na jihozápad. Tvoří hranu Golf Resortu Black Bridge a vtéká do jeho rybníka Ledvinka. Poté přitéká do Martiňáku.

## Stavby
- Chvalský mlýn – Chvaly, Stoliňská 920/41

## Galerie

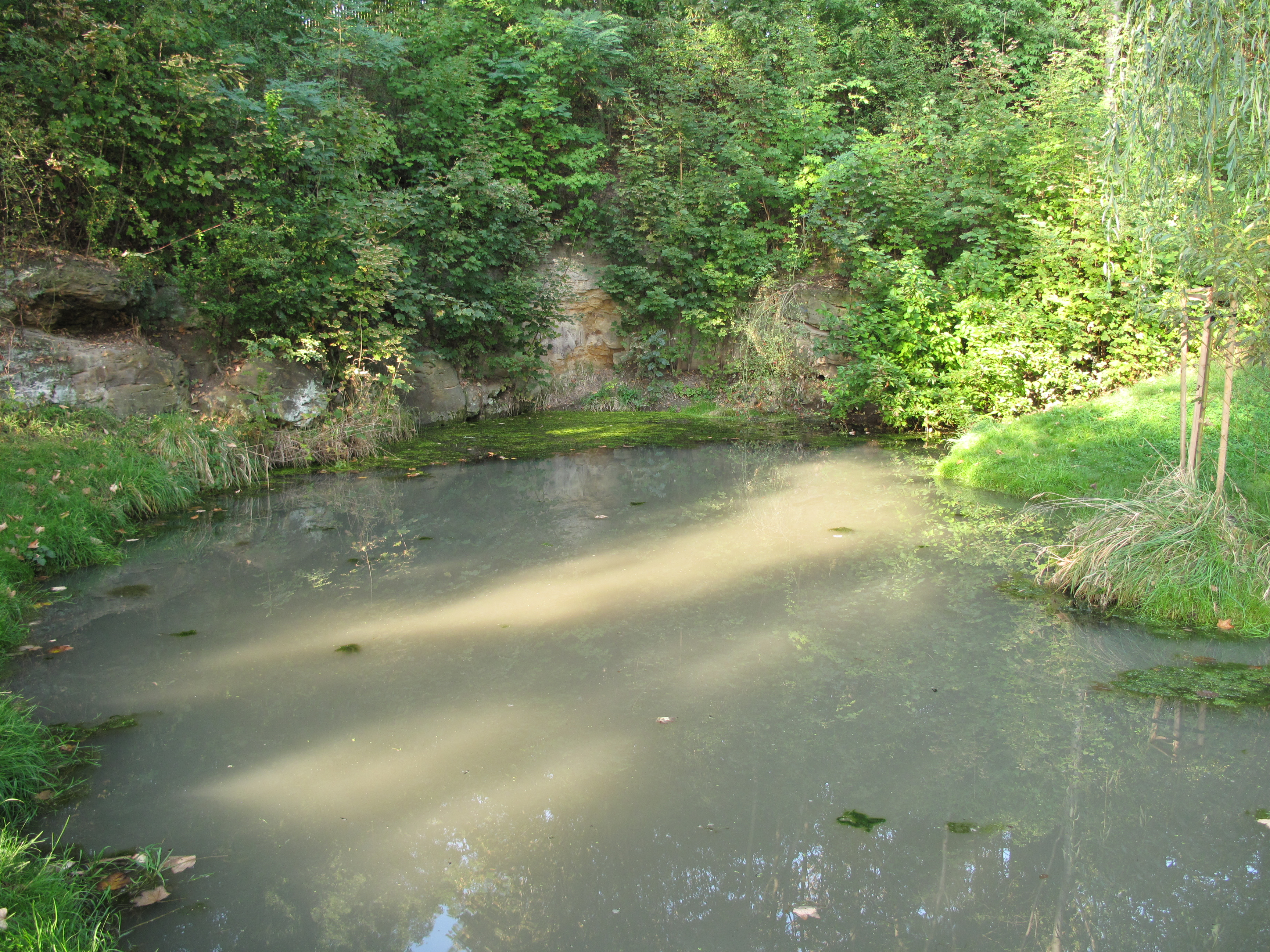
Nádrž nad pramenem
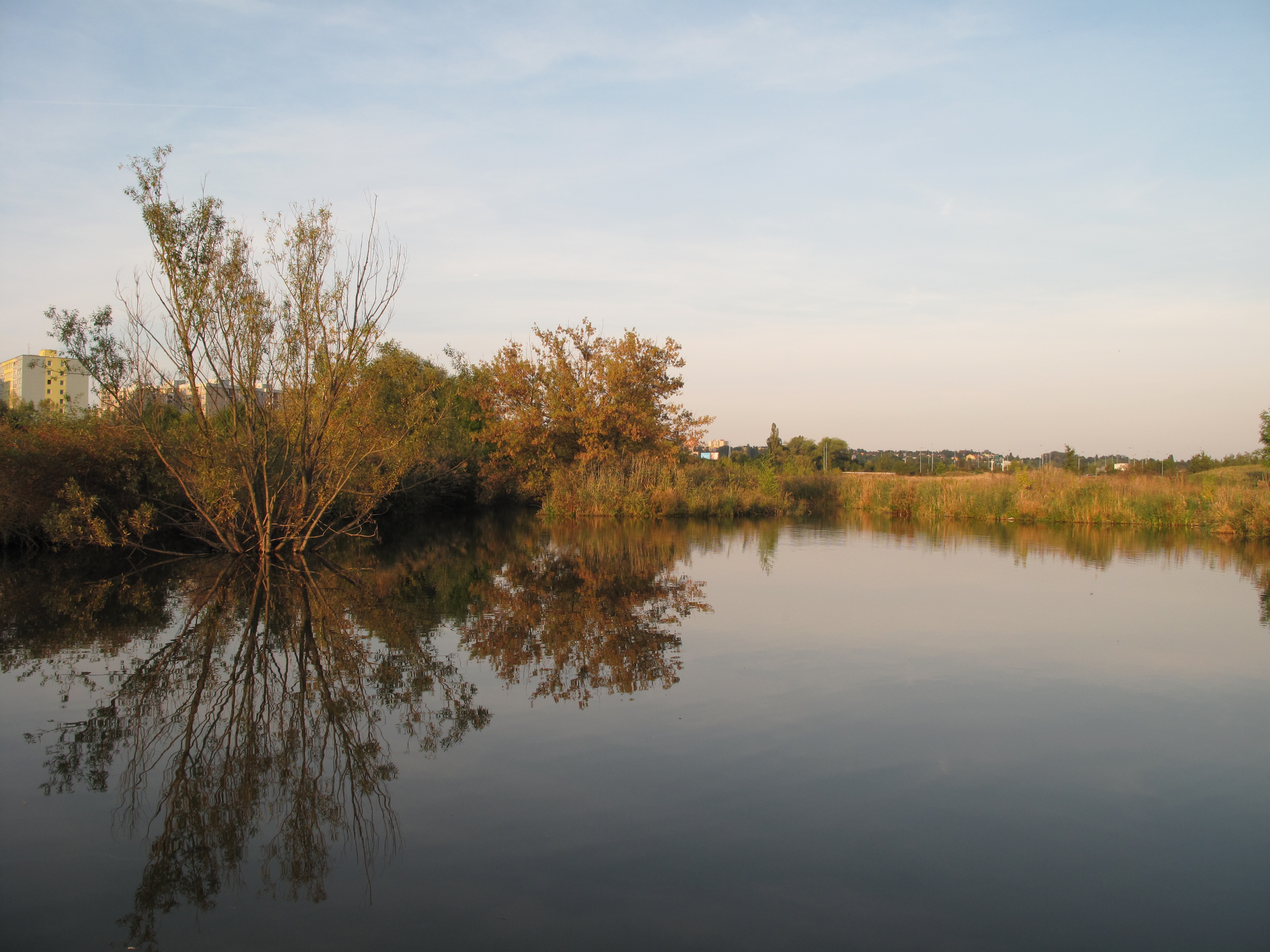
Rybník Ledvinka v Golf Resortu Black Bridge
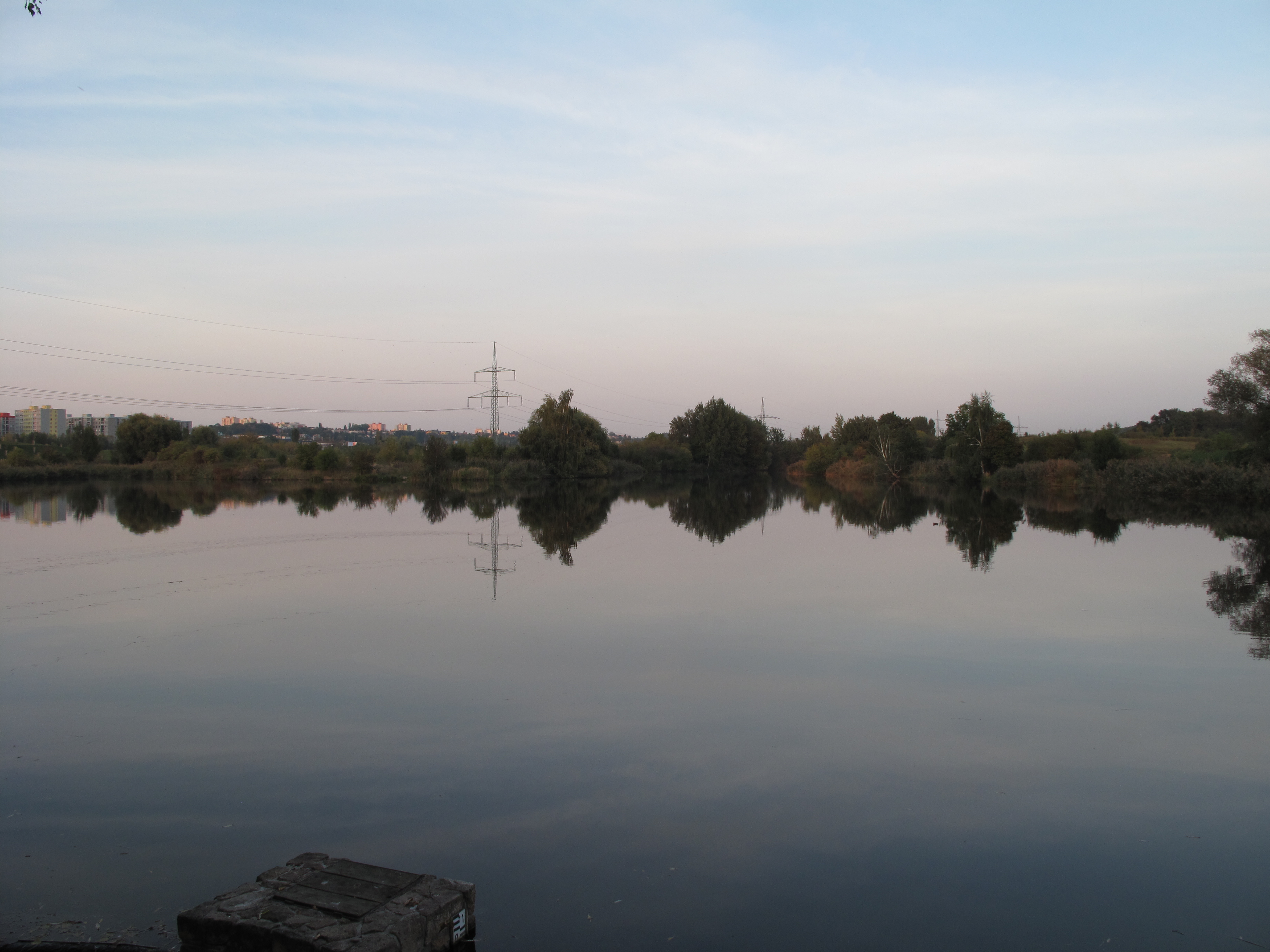
Martiňák, kam Chvalka ústí